# Kesra (pa)
La kesra (àrab: كسرة, kisra, pronunciat en àrab algerià kesra) és un tipus de blini o pa rodó i pla fet amb sèmola fina que es cou en una tagina i que es fa servir com a pa de cada dia a la cuina d'Algèria. A Alger és anomenada khobz el ftir, a la Cabília aghroum n'tajin, i a l'Aurès arekhsas o arekhsis.
Aquest pa d'origen amazic ja va ser descrit per Apià en època romana després de la batalla d'Escipió Emilià contra el regne numidi de Massinissa.

## Elaboració
Es prepara amb sèmola de blat, oli d'oliva (o mantega prèviament fosa), sal i aigua. A més, depenent de la regió o l'artesà, se li pot afegir rent o algun saboritzant com comí o aiguanaf.
Els ingredients es pasten, es fan boles i es deixa actuar el rent. Després cada bola s'aplana dins d'una tagina fang sobre el fogó de gas (avui també en paelles, si cal, i en cuines elèctriques, d'inducció, etc.), es punxa amb una forquilla i es cou dels dos costats, primer d'un i després l'altre.
Actualment es pot fer amb una màquina de fer pa domèstica. És típic tapar-la amb un drap, un cop feta, per a intentar així que no es refredi tan ràpidament.

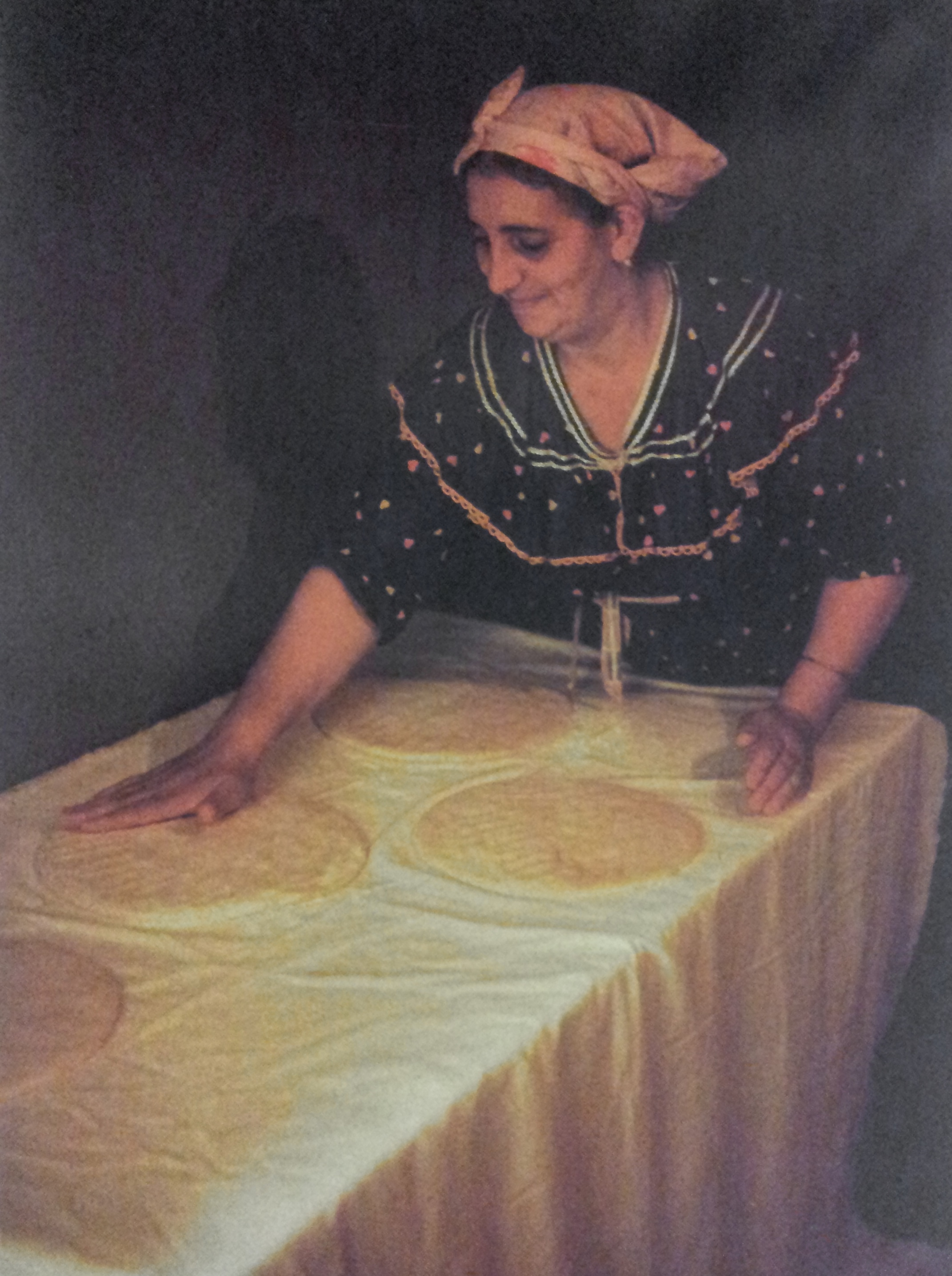
Dona de la Cabília preparant kesra
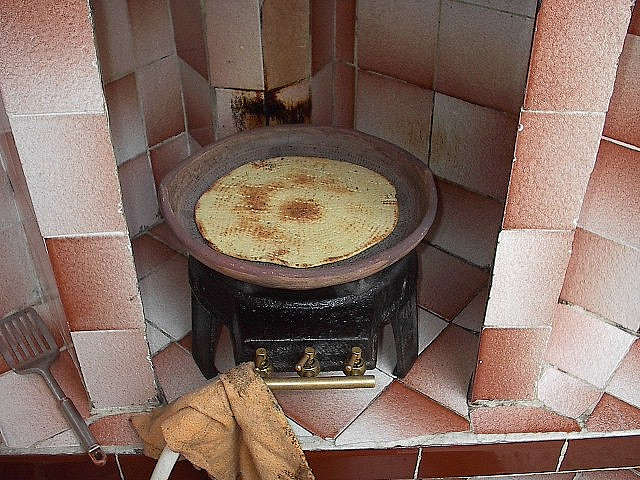
Kesra coent-se en una tajina
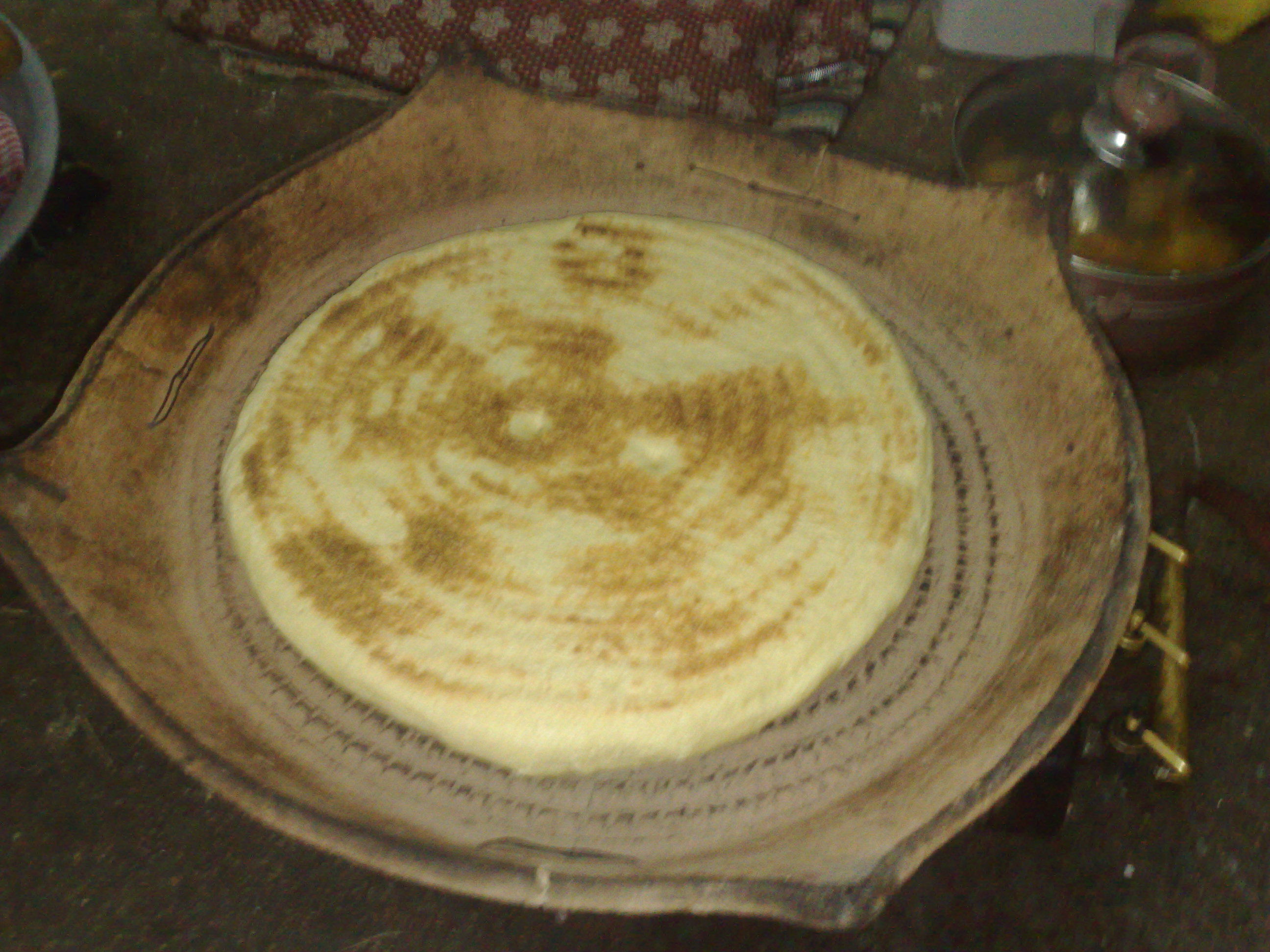
Kesra, «el pa dels shawis»
Kesra acabada de fer

Una variant n'és el matlú, que com no conté oli la massa creix més, sent la massa més alta i menys densa. En menja si pot ser calent per a acompanyar plats salats com la sopa shurba o guisats en general. També hi ha d'altres variants, com per exemple la kesra feta amb farina d'ordi, la kesra sense rent, etc.

## Consum
Com altres pans pita en el món àrab, la kesra es pot menjar freda o calenta, sola o untada amb mantega, mel o melmelada. Es pot menjar al berenar o a l'esmorzar acompanyada de llet agra (leben) o de llet quallada (raib). Pot estar aromatitzada amb unes gotes d'aiguanaf o amb uns grans de comí negre.